# Grande Loge du Québec
 (août 2017).
Pour les articles homonymes, voir GLQ et GRQ.
La Grande Loge du Québec  (GLQ, GRQ, GLDQ) en typographie maçonnique), fondée le 20 octobre 1869, est la plus ancienne obédience maçonnique du Québec. Elle est issue de la Grande Loge provinciale du Canada, installée en 1759. La devise de l'obédience est : Audi, Vide, Tace, (si vis vivere in pace), ce qui  signifie en français : Entends, vois et tais-toi, (si tu veux vivre en paix).

## Histoire

### Naissance de la maçonnerie canadienne
Deux des plus anciennes loges de la Nouvelle-France qui existent encore aujourd'hui, la loge « Antiquity nº1 » et la loge « Albion nº2 », avaient été créées respectivement à Montréal et à Québec en 1752 ; mais il faudra attendre 1788 pour que naisse à Québec la St. John's Lodge nº 3, 1792 pour qu'apparaisse la loge « Dorchester nº4 » à Châteauguay, et 1803 pour que se forme la loge « Golden Rule nº 5 » à Stanstead. Auparavant, les francs-maçons francophones se seraient réunis en Nouvelle-France dans la « Loge des Francs-maçons régénérés », dont la date de fondation nous est inconnue, mais qui doit être postérieure à 1743, cette loge ayant été parrainée par la loge « Amitié et Fraternité » fondée cette même année à Dunkerque. L'an 1752 marque donc le début de la franc-maçonnerie au Canada, alors territoire français et 1759, la naissance de l'obédience dont est issue la Grande Loge du Québec.
Les francs-maçons du Québec ont toujours eu d'étroites relations vis-à-vis des États-Unis. En 1794, le lieutenant-gouverneur du Haut-Canada, John Graves Simcoe, craint une insurrection des francs-maçons de Montréal à cause des relations étroites de ceux-ci avec des francs-maçons de l'État du Vermont[réf. nécessaire].

### La souveraineté maçonnique du Québec
La formation dans le Haut-Canada (Ontario) de la Grande Loge du Canada, le 10 octobre 1855, devait placer sous son autorité toutes les loges de la province de Québec, alors constituant le  Bas-Canada. 

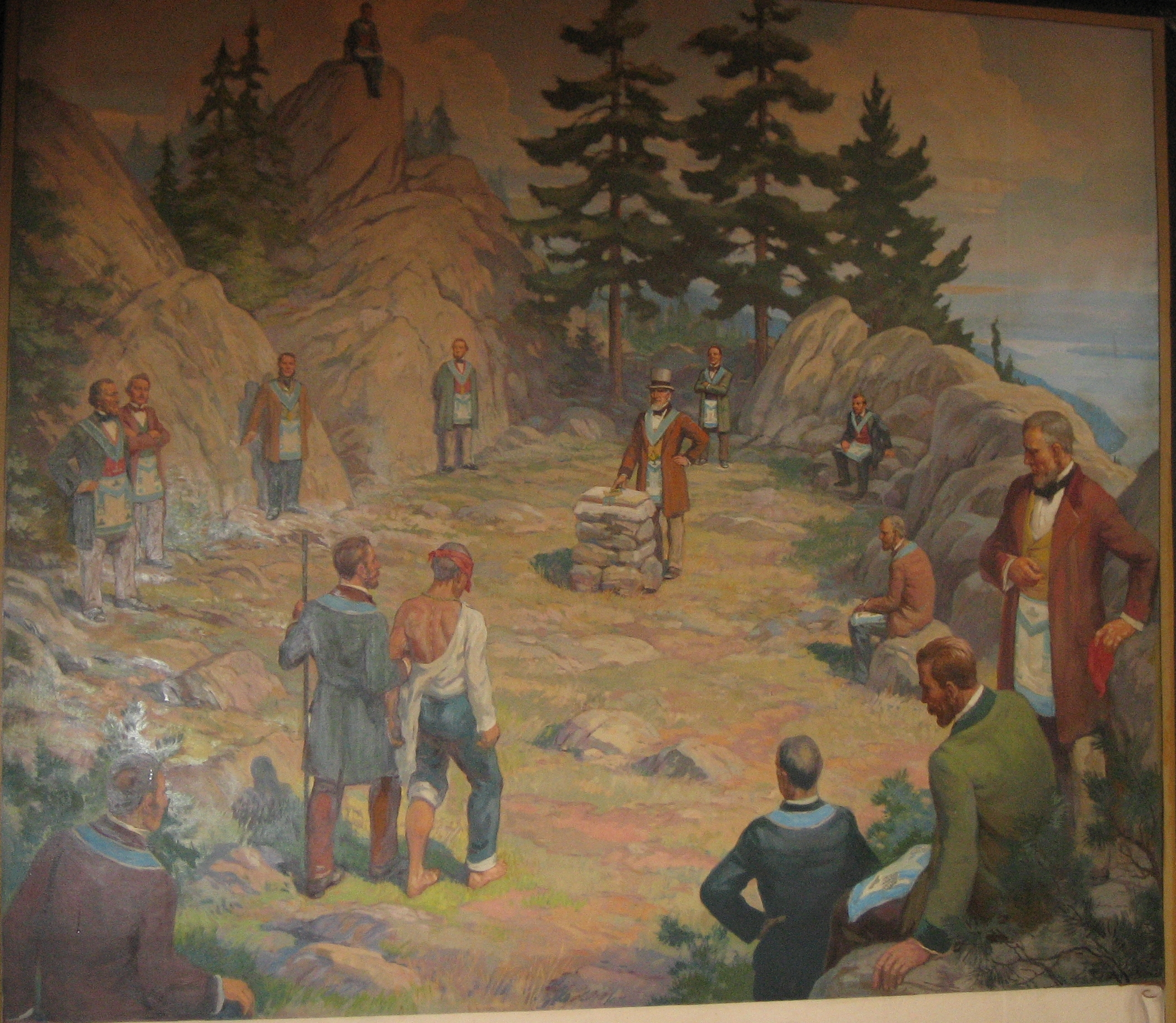
Depuis plus de 150 ans la loge Golden Rule (Grande Loge du Québec) tient une tenue au solstice d'été au sommet du Mont Owl's Head (rite d'York).

Mais le 24 septembre 1869, ayant à leur tête John Hamilton Graham, les maçons de Montréal et des autres loges du Québec réclamèrent la souveraineté maçonnique du Québec. La Grande Loge du Canada (Ontario), même si elle l'avait accordée à la Nouvelle-Écosse et au Nouveau-Brunswick, rejeta cette demande. La Grande Loge unie d'Angleterre fit de même et rejeta la demande.
Les maçons du Québec reçurent toutefois l'appui des plus importantes grandes loges des États-Unis. À son convent des 8 et 9 juillet 1874, la Grande Loge du Canada reconnaissait finalement la souveraineté de la Grande Loge du Québec. Mais cette dernière n'avait pas attendu cette formalité pour agir.

### La Grande Loge du Québec
Ainsi, la nouvelle obédience fut  fondée le 20 octobre 1869, regroupait 28 loges et avait comme grand maître John Hamilton Graham, qui avait été installé par les grands maîtres du Maine et du Vermont. À Montréal, les maçons s'occupaient d'œuvres de bienfaisance diverses.
En 1897, la Grande Loge du Québec aurait subi une tentative de prise de contrôle par le Grand Orient de France.
En 1899, la Grande Loge du Québec comptait 57 loges groupant 3 825 francs-maçons. À cette époque une seule loge, celle des Cœurs-Unis de Montréal, travaille en français.

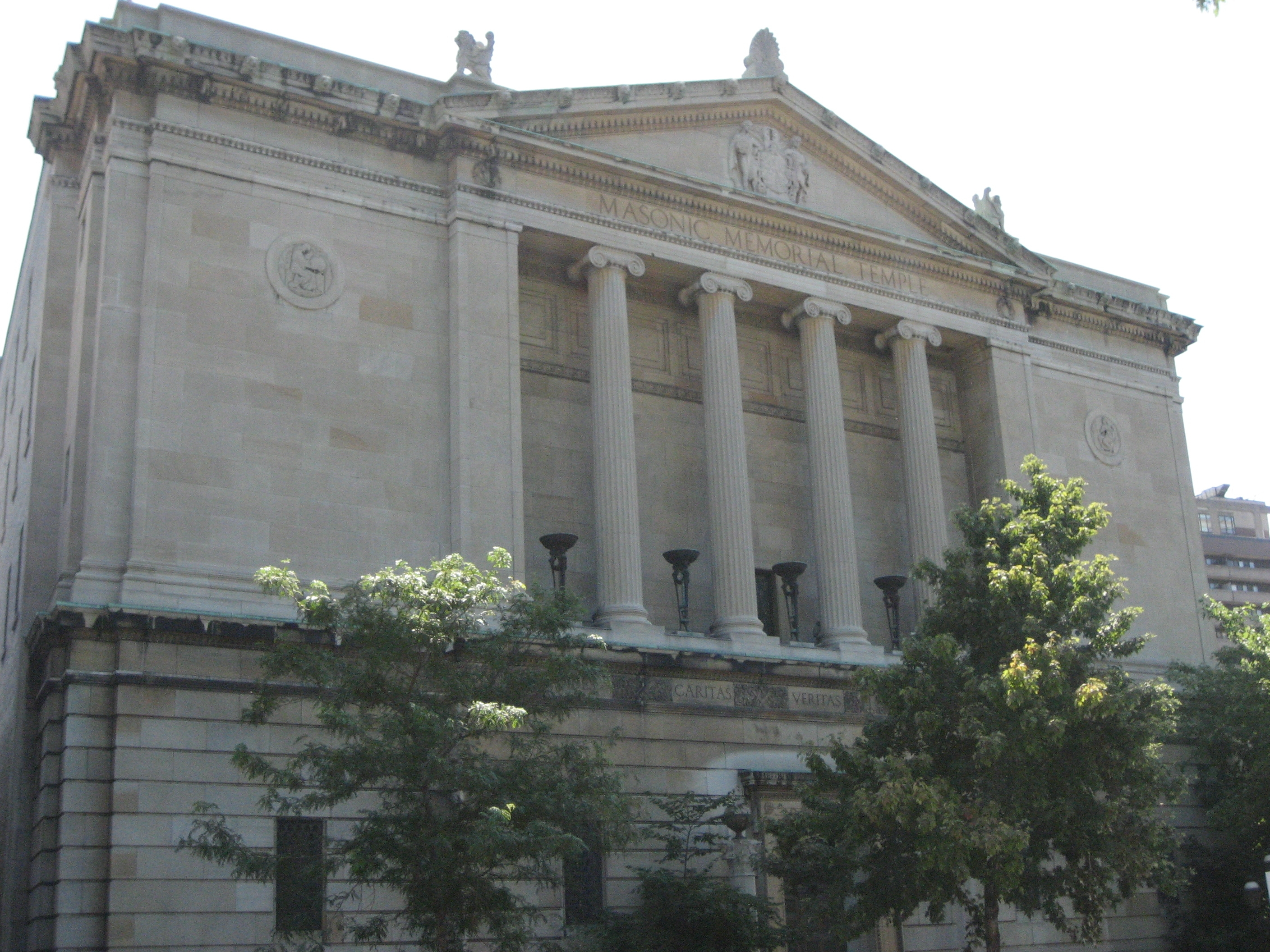
Le temple maçonnique "Memorial" de Montréal, siège de la Grande Loge du Québec

## Fonctionnement

### Les loges

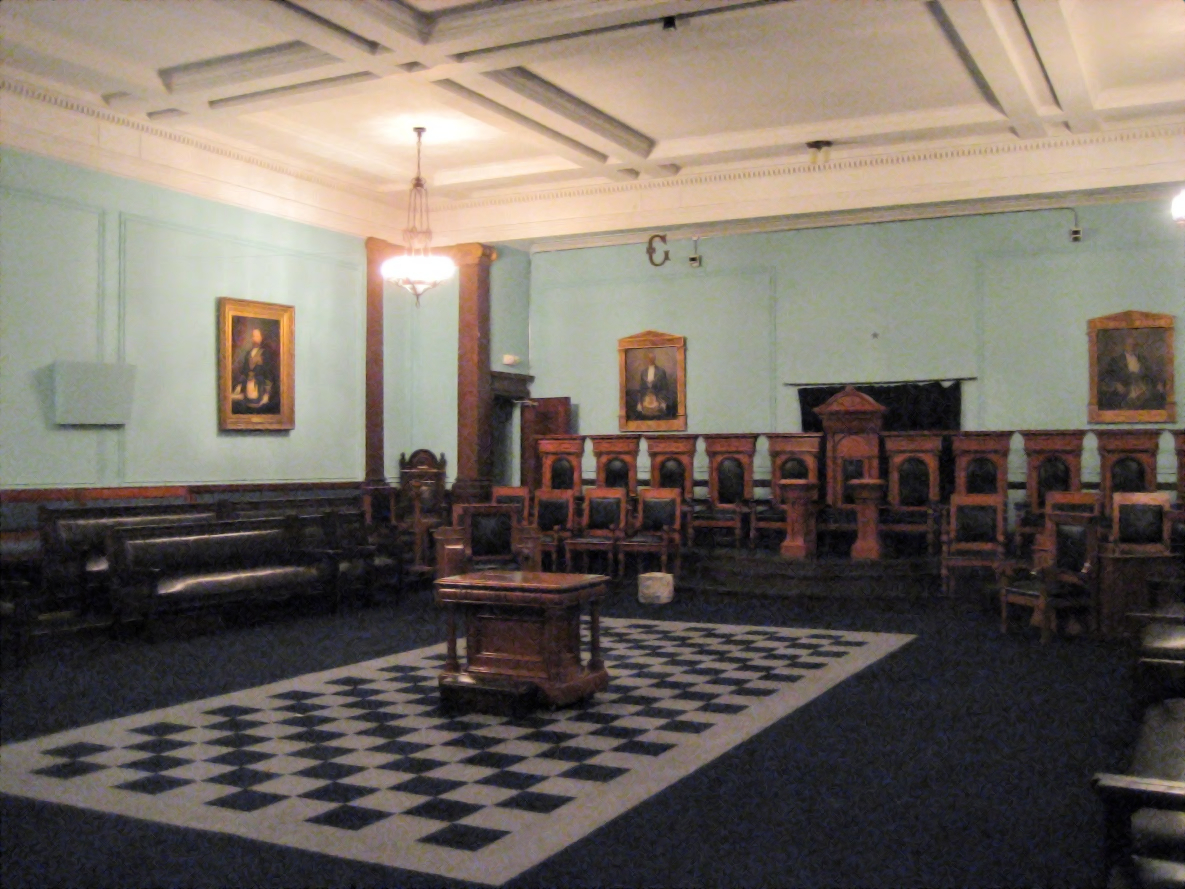
La loge des Cœurs-Unis de la Grande Loge du Québec est une des plus vieilles loges francophones du Québec (1870).

Dans les années 2020, l'obédience compte plus de 74 loges, dont les plus anciennes au Canada. 18 loges travaillent principalement en français mais toutes les loges sont devenues officiellement bilingues en 2014 ; cependant, la majorité travaille toujours en anglais. Cependant, la proportion des membres francophones est en hausse constante et de nouvelles loges francophones se créent. En 2010, environ 50 % des membres de la Grande Loge du Québec sont francophones.
En 2009,  deux nouvelles loges francophones sont créées : la loge Universalis et la loge Cordialité, qui travaillent au Rite émulation.
L'année 2010 est marquée par la création de plusieurs loges francophones.
Le 10 septembre 2013, la loge Étoile du Nord no. 149 reçoit sa charte. Elle opère principalement dans les basses Laurentides. Ses tenues ont lieu à St-Jérôme. Le 22 octobre 2013, une nouvelle loge, l'Étoile Écossaise, reçoit sa charte et les officiers sont installés. Elle travaille au Rite écossais ancien et accepté.
Le 24 mai 2014,  une charte fut émise pour une nouvelle loge à Québec, la loge Sapientia no. 151 qui travaille au rite émulation en français.

### Les rites
Les rites pratiqués à la Grande Loge du Québec sont :
- Rite émulation: en français et en anglais pour la très grande majorité des loges;
- Rite d'York : pour quelques loges anglophones dans l'Estrie ;
- Un rite dit "Écossais", mais sans rapport avec le Rite écossais ancien et accepté ou le Rite écossais rectifié, pratiqué par deux loges anglophones ;
- La loge l'Étoile Écossaise et la Lumière Fraternelle,  pratiquant le Rite écossais ancien et accepté;
- La loge Saint-Jean-Baptiste pratiquant le Rite écossais rectifié;
- Les Loges des Cœurs-Unis et Lorraine,  utilisant un rite particulier, à la rencontre du Rite émulation et du Rite français.

## Ressources bibliographiques
- Hervé Gagnon, La franc-maçonnerie en 25 questions, Montréal, Les Heures Bleues, 2020.
- Jacques G. Ruelland, La Pierre angulaire, Histoire de la franc-maçonnerie régulière au Québec, éditions Point de Fuite, Montréal, 2002,  (ISBN 2-89553-022-X)